# Sceptonia flavipuncta
Sceptonia flavipuncta är en tvåvingeart som beskrevs av Edwards 1925. Sceptonia flavipuncta ingår i släktet Sceptonia, och familjen svampmyggor. Enligt den finländska rödlistan är arten nära hotad i Finland. Arten är reproducerande i Sverige. Artens livsmiljö är lundskogar.